# Лакуна (бібліотечна справа)
Лакуна (бібліотечна справа) — прогалина у комплектації, відсутність книг певної тематики у фонді бібліотеки.
На жаль, бібліотеки належать до тих культурних об'єктів, які людина знищує з особливою завзятістю починаючи із Середньовіччя. Варто згадати навіть новітню історію. Німецькі нацисти влаштовували величезні багаття з книг, які суперечили їхній ідеології. Китайські комуністи спочатку спалили книжкові збори монастирів Тибету, а потім почали палити свої бібліотеки, називаючи це «культурною революцією». У 1992 році, під час громадянської війни в Югославії, сербські солдати підпалили боснійську бібліотеку в Сараєво, а потім убили пожежних, що спробували загасити полум'я. Афганські таліби спалили 50 000 найменувань книг. У США є маса громадських організацій, що виступають за вилучення з бібліотек тієї чи іншої книги, наприклад, «Гаррі Поттера».

Великої шкоди бібліотекам міг заподіяти і письменник, наприклад Максим Горький. Він задумав зібрати колектив авторів і переписати усю світову літературу — від Гомера до Олександра Дюма — у комуністичному дусі, а оригінальні добутки викинути з бібліотек. Однак Горький помер, так і не здійснивши свій задум.

Всі зазначені акти знищення книг можна віднести до тих, що здійснювалися з певних історичних, ідеологічних причин і були засобами ведення інформаційної війни (в науці даний термін отримав назву бібліокластія). 

Для українських бібліотек явище бібліокластії є однією з перших причин втрати значних частин фондів (під час радянського режиму із бібліотек величезними накладами вилучалося все, що суперечило ідеології комунізму, де вбачався заклик до націоналізму тощо).

Ще однією з причин втрат бібліотечних фондів в Україні є банальна недбалість (як приклад — пожежа в Національній бібліотеці імені Вернадського 24 травня 1964 року [Архівовано 11 травня 2017 у Wayback Machine.], хоча питання про випадковість цього інциденту і досі викликає сумніви).

Причиною втрат українських інкунабул є їх викрадення з бібліотек і вивезення за кордон для продажу, передача у приватні колекції за винагороду (Арсеній Яценюк, наприклад, задекларував цілу бібліотеку з вітчизняними та зарубіжними стародруками).